# Ravenshead
Ravenshead est une paroisse civile et un village du Nottinghamshire, en Angleterre.